# Liste der Baudenkmäler in Borschemich
Die Liste der Baudenkmäler in Borschemich enthält die denkmalgeschützten Bauwerke auf dem Gebiet des (ehemaligen) Ortes Borschemich sowie dessen Nachfolgesiedlung Borschemich (neu) einem Stadtteil von Erkelenz im Kreis Heinsberg in Nordrhein-Westfalen (Stand: Oktober 2011). Diese Baudenkmäler sind in Teil A der Denkmalliste eingetragen; Grundlage für die Aufnahme ist das Denkmalschutzgesetz Nordrhein-Westfalen (DSchG NRW).
Die alte Ortschaft ist dem Tagebau Garzweiler bis Ende April 2017 gewichen.
| Bild                                     | Bezeichnung                              | Lage                                                      | Beschreibung | Bauzeit                            | Eingetragen seit  | Denkmal- nummer |
| ---------------------------------------- | ---------------------------------------- | --------------------------------------------------------- | --- | ---------------------------------- | ----------------- | --------------- |
| Friedhof                                 | Friedhof                                 | Borschemich Alter Kirchweg Karte                          | Weitgehend erneuerte Anlage, Grabsteine des 17.–20. Jahrhunderts. In der Mauer eingelassene Kreuzwegstationen um 1900 | 17.–20. Jahrhundert                | 30. November 1983 | 55              |
| Wegekreuz von 1885                       | Wegekreuz von 1885                       | Borschemich St. Martinusstraße / Otzenrather Straße Karte | Werkstein, Metallkorpus, im Sockel Inschrift mit Chronogramm; schmiedeeiserne Umfriedung. | 1885                               | 30. November 1983 | 63              |
| Wohnhaus Haus Paland                     | Wohnhaus Haus Paland                     | Borschemich St. Martinusstraße Karte                      | Baujahr um 1600, 19. Jh.; 4-flügelige, ehemals wasserumwehrte Anlage aus Backstein, von der Hauptburg erhalten das 2-geschossige Wohnhaus mit geschweiften Treppengiebel und Eckturm, der kleinere Wohnhaus gegenüber wohl noch Ende 15. Jh., die übrigen Gebäude später. Abriss im Dezember 2015. | um 1600                            | 20. Oktober 1982  | 26              |
| Wohnhaus                                 | Wohnhaus                                 | Borschemich St. Martinusstraße 2 Karte                    | Anfang 19. Jahrhundert., Nebengebäude 1878, 4-flügeliger Hof, Wohnhaus 2-geschossig, Front verputzt, Toreinfahrt 1878 in Ankersplinten. | Anfang 19. Jahrhundert             | 20. Oktober 1982  | 25              |
| Wegekreuz von 1880                       | Wegekreuz von 1880                       | Borschemich (Neu) In Borschemich Karte                    | Neugotisches Kreuz mit Korpus, Werkstein, weiß angemalt, schmiedeeiserne Umfriedung. Durch die Umsiedlung der Ortschaft Borschemich wurde das Wegekreuz am 15. Juni 2014 am neuen Standort in Borschemich (Neu) eingesegnet. | 1880                               | 30. November 1983 | 61              |
| weitere Bilder                           | Kath. Pfarrkirche St. Martin             | Borschemich Marienstiftstraße Karte                       | Neugotische Backstein Kirche mit seitl. Westturm und polygonalem Chor, spätgotische Formenapparate Die Kirche wurde nach einem letzten Gottesdienst am 23. November 2014 profaniert und ab dem 15. Februar 2016 abgerissen. | 1908                               | 30. November 1983 | 56              |
| Kreuzwegstationen hinter der Pfarrkirche | Kreuzwegstationen hinter der Pfarrkirche | Borschemich Marienstiftstraße Karte                       | 18. Jahrhundert, Blaustein | 18. Jh.                            | 30. November 1983 | 57              |
| ehem. Kloster, jetzt Kinderheim          | ehem. Kloster, jetzt Kinderheim          | Borschemich Marienstiftstraße 9 Karte                     | 18. Jahrhundert, Blaustein. Abgerissen im April 2017 | 18. Jh.                            | 30. November 1983 | 59              |
| Wohnhaus                                 | Wohnhaus                                 | Borschemich Marienstiftstraße 10 Karte                    | 2 Geschosse 5 : 2 Achsen, Fachwerk Toreinfahrt, vorspringender Backstein Anbau in 2 Geschossen und 2 Achsen, teilweise Kölner Decken vorhanden, Pumpe 1970 im Hof, Blausteinboden im Flur, Klöntür, alter Wandschrank, in der Küche Bodenfliesen aus der alten Kirche, Friedhof, um 1920 verlegt, alte Haustür erneuerungsbedürftig, Fenster teilweise in Kunststoff erneuert, Wirtschaftsgebäude nach 1943 neu errichtet, Küchentür mit Glasfüllung ca. 1. Hälfte des 19. Jahrhunderts. | Erste Hälfte des 19. Jahrhunderts  | 30. November 1983 | 60              |
| Wohnhaus                                 | Wohnhaus                                 | Borschemich Marienstiftstraße 23 Karte                    | 2-geschossig in 3 Achsen, Backstein, Türgewände, Fensterbänke in Blaustein, doppelläufige Treppe, Krüppelwalmdach, zu beiden Seiten niedrigen Flügel. | Erste Hälfte des 19. Jahrhunderts  | 30. November 1983 | 62              |
| Wohnhaus                                 | Wohnhaus                                 | Borschemich St. Martinusstraße 13 Karte                   | 4-flügeliger Backsteinhof, Wohnhaus 2-geschossig in 5 Achsen, Türgewände und Fensterbänke in Blaustein, niedriger Scheunenanbau mit Toreinfahrt; im Torkeilstein Monogramm mit Jahreszahl. Abgerissen im Februar 2016. | 1863                               | 30. November 1983 | 64              |
| Backsteinhof                             | Backsteinhof                             | Borschemich St. Martinusstraße 26 Karte                   | 4-flügeliger Backstein-Hof, Wohnhaus grau geschlämmt, 2-geschossig in 4 Achsen, daneben Toreinfahrt, Türgewände und Fensterbänke in Blaustein. Abgerissen 2016. | Zweite Hälfte des 19. Jahrhunderts | 30. November 1983 | 66              |
| Backsteinhof                             | Backsteinhof                             | Borschemich St. Martinusstraße 53 Karte                   | 2-geschossiger Backsteinhof, Wohnhaus 2-geschossig in 5 Achsen, OG seitlich Fachwerk mit Ziegelmauerung, Türgewände und Fensterbänke wohl Blaustein, Walmdach, an Fassade Jahreszahl in Ankersplinten. Abgerissen 2015. | 1815                               | 30. November 1983 | 65              |
| Backsteinhof                             | Backsteinhof                             | Borschemich Schöffenstraße 1 Karte                        | 4-flügeliger Backstein-Hof, Wohnhaus 2-geschossig in 5 Achsen, Türgewände und Fensterbänke in Blaustein, daneben Scheune mit Toreinfahrt, im Torkeilstein Monogramm mit Jahreszahl. Abgerissen 2015. | 1863                               | 30. November 1983 | 67              |
| Backsteinhof                             | Backsteinhof                             | Borschemich Schöffenstraße 5 Karte                        | 4-flügeliger Backstein-Hof, Wohnhaus 2-geschossig in 5 Achsen, Türgewände und Fensterbänke in Blaustein, im EG Fenster verändert, daneben Scheune mit Toreinfahrt, im Torkeilstein Monogramm mit Jahreszahl. Abgerissen 2015. | 1862                               | 30. November 1983 | 68              |